# Gordianus-dinasztia
A Gordianus-ház rövid életű dinasztia volt, mely a Római Birodalomban uralkodott 238 és 244 között. Az általuk adott első császár I. Gordianus és fia, II. Gordianus volt, akik Africa provinciában robbantottak ki felkelést. Míg II. Gordianus egy Capillianus helytartó és numidiai kormányzó ellen vívott ütközetben esett el, I. Gordianus öngyilkosságot követett el 21 vagy 36 nappal azután, hogy császárrá kiáltotta ki magát fiával együtt. 238. április 22-én Pupienust, valamint Balbinust, akik igencsak vagyonos emberek  voltak, trónra emelte a Szenátus testülete. Május 27-én felbukkant III. Gordianus, aki hadsereggel vonult az Itáliába betörni készülő Maximinus Thrax ellen. Ezt követően a praetoriánus gárda megölte Pupienust és Balbinust, így III. Gordianus lett az egyedüli augustus. 244-ig uralkodott, mikor is meggyilkolta a későbbi I. Philippus Arabs.

## Fordítás
- Ez a szócikk részben vagy egészben  a   Gordian dynasty című angol Wikipédia-szócikk fordításán alapul.  Az eredeti cikk szerkesztőit annak laptörténete sorolja fel. Ez a jelzés csupán a megfogalmazás eredetét és a szerzői jogokat jelzi, nem szolgál a cikkben szereplő információk forrásmegjelöléseként.